# George Bell Swift

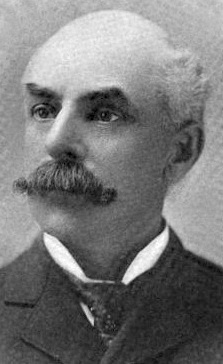
George Bell Swift

George Bell Swift (* 14. Dezember 1845 in Cincinnati, Ohio; † 2. Juli 1912 in Chicago, Illinois) war ein US-amerikanischer Politiker. Im Jahr 1893 sowie zwischen 1895 und 1897 war er Bürgermeister der Stadt Chicago.

## Werdegang
Noch in seiner Jugend kam George Swift mit seinen Eltern nach Galena in Illinois. Als Teenager zog er dann mit seiner Familie nach Chicago. Er absolvierte die dortige University of Chicago und arbeitete danach für einige Zeit als Apothekengehilfe. Danach wurde er im Handwerk tätig. Politisch schloss er sich der Republikanischen Partei an. Er war zweimal Mitglied im Stadtrat von Chicago. Zwischen 1887 und 1889 war er städtischer Beauftragter für öffentliche Arbeiten. Zuvor war er seit 1885 für die Bundesfinanzbehörde tätig gewesen.
Nach der Ermordung von Bürgermeister Carter Harrison im Jahr 1893 wurde Swift vom Stadtrat zum kommissarischen Bürgermeister gewählt. Die dann folgende Nachwahl gewann allerdings John Patrick Hopkins von der Demokratischen Partei. Damit konnte Swift dieses Amt nur für kurze Zeit im Jahr 1893 ausüben. Zwei Jahre später gewann er dann die Bürgermeisterwahlen. Damit war er zwischen 1895 und 1897 Bürgermeister von Chicago. Nach dem Ende seiner Zeit als Bürgermeister gründete er eine Baufirma unter dem Namen George B. Swift Company. Außerdem war er Leiter der Firmen Frazer Lubricator Company und Swift Fuel Company. Er starb am 2. Juli 1912 in Chicago, wo er auch beigesetzt wurde.